# 페르쿠나스

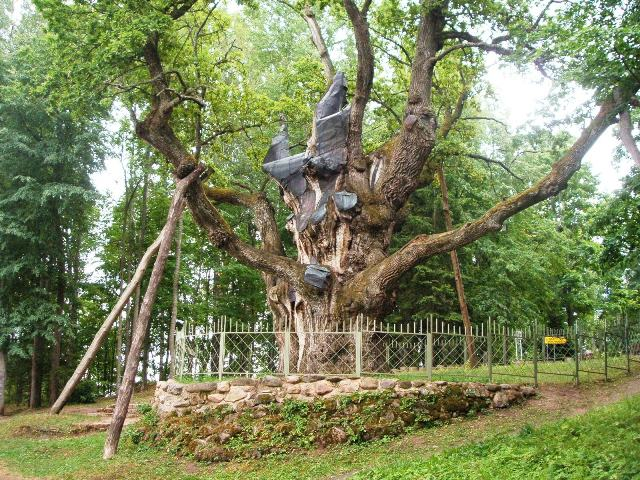
리투아니아 스텔무제의 1500년 묵은 떡갈나무. 이 나무 아래에서 페르쿠나스 숭배가 행해졌다고 한다.

페르쿠나스(Perkūnas)는 발트 신화의 뇌신이자 동시에 주신으로, 같은 발트슬라브어파 계통인 슬라브 신화의 뇌신이자 주신인 페룬과 동일신격이다.

## 신화 속의 표현
페르쿠나스는 번개와 천둥과 폭풍의 신이다. 삼위일체 신들중에서 페르쿠나스는 창조적인 힘 (초목), 용기, 성공, 세계 정상, 하늘, 비, 천둥, 하늘의 불 (번개) 및 천체를 상징하며 파트림파스는 땅과 관련있으며, 농작물, 곡물, 벨니아스/파툴라스는 지옥 및 죽음과 연관이 있다. 하늘 (대기)신으로서 페르쿠나스는 분명히 디에바스의 의지의 조수이자 집행자이다. 그러나, 페르쿠나스는 디에바스, 데우스 오티오수스 (deus otiosus)를 능가하는 경향이 있다. 왜냐하면 그는 실제로 볼 수 있고 신화적 기능을 정의했기 때문이다. 페르쿠나스는 도끼와 화살로 무장한 중년의 남자로 묘사되거나, 페룬과 같은 염소로 무장한 이륜 전차를 타고 있다.

## 같이 보기
- 인드라
- 페룬
- 발트 신화의 인물 목록